# Rövarlandet
Rövarlandet är en ö i Finland. Den ligger i Finska viken och i kommunen Ingå i den ekonomiska regionen  Raseborg i landskapet Nyland, i den södra delen av landet. Ön ligger omkring 45 kilometer väster om Helsingfors.
Öns area är 6,5 hektar och dess största längd är 440 meter i nord-sydlig riktning.